# XXXIIIe congrès du Parti communiste français
Le XXXIIIe congrès du PCF s'est tenu au Bourget, du 23 au 26 mars 2006.

## Préparation du congrès
Le 33e congrès, comme le 32e, fut préparé en fonction des statuts adoptés lors du 31e congrès, qui prévoient le vote par les adhérents cotisant du PCF de « propositions de base commune de discussion » déposées soit par le Conseil national, un conseil départemental ou un collectif de 200 adhérents. La base commune choisie conduit les débats du congrès, qui l'amende puis l'adopte.

### Les textes
Pour ce 33e congrès, le CN du PCF a adopté un avant-projet de base commune les 9-10 décembre 2005, qui est divisé en cinq textes : « la visée communiste », « le programme », « Europe, Monde », « stratégie » et « Parti ». Il était accompagné d'un projet de modification des statuts. Trois propositions alternatives de base commune ont alors été déposées : 
- « Colère et espoir », déposé par Maxime Gremetz et ses proches ;
- « Fier(e)s d'être communiste », déposé par Jean-Claude Danglot (secrétaire fédéral du Pas-de-Calais), André Gerin (député), Jacky Hénin (député européen) ou encore Jean-Jacques Karman ;
- « Remettre le PCF sur les rails de la lutte des classes », texte déposé par la section du 15e arrondissement de Paris.

Deux propositions alternatives partielles ont également été déposées. Ces propositions visaient à ne remplacer qu'un seul des cinq textes :
- La première, sur la visée communiste, visait à remplacer un texte jugé trop « évolutionniste » et pas assez exigeant par un texte qui insiste plus sur la nécessité du dépassement révolutionnaire ;
- La seconde, sur la stratégie, visait à remplacer un texte jugé trop axé sur la stratégie électorale par un texte insistant sur la nécessité de l'action et sur les contenus de projet « réellement transformateurs ».

Ces textes étaient notamment rédigés par des cadres du Action Novation Révolution, dont Yves Dimicoli (économiste), Nicolas Marchand (ancien secrétaire de la fédération du Val-de-Marne), Paul Boccara (économiste), Alain Morin (économiste) et Catherine Mills (universitaire).

### Le vote
Les cotisants du PCF ont, lors d'un vote interne, adopté le projet de base commune de discussion proposé par le Conseil national, à une large majorité (63 %), devant les textes alternatifs :
| Texte | Résultat | Résultat |
| Texte | Voix     | %        |
| --- | -------- | -------- |
| « Base commune proposée par le conseil national » Texte du Conseil national | 28 406   | 63,38 %  |
| « Fier(e)s d'être communiste » Texte alternatif | 5 938    | 13,25 %  |
| Amendements de Nicolas Marchand et Yves Dimicoli « La visée communiste de notre temps » (828) / « Pour une union populaire agissante et transformatrice » (1 216) / les deux textes : 2 453 | 5 126    | 11,44 %  |
| « Remettons le PCF sur les rails de la lutte des classes » Texte alternatif | 3 685    | 8,22 %   |
| « Colère et espoir » Texte alternatif | 1 662    | 3,71 %   |
| |          |          |
| Inscrits | 99 227   | -        |
| Votants | 46 210   | 46,57 %  |
| Blancs ou nuls | 1 393    | 3,01 %   |
| Suffrages exprimés | 44 817   | 96,99 %  |

C'est donc le texte soutenu par la direction qui a servi de base aux textes d'orientation du PCF adoptés au congrès.

## Enjeux
Un des enjeux clés de ce congrès fut la candidature du PCF à l'élection présidentielle de 2007. L'ensemble des textes alternatifs proposaient d'affirmer la nécessité d'une candidature communiste en 2007, tandis que le texte de la direction nationale mettait en avant la volonté d'établir des candidatures et des programmes communs, en s'appuyant sur les collectifs unitaires issus de la campagne du référendum sur la Constitution européenne. 
L'adoption d'un programme par le congrès représentait également un enjeu, puisqu'aucun congrès n'avait adopté de texte programmatique précis depuis le 28e congrès, en 1994. Ce texte, comportant des mesures précises et définies sur un grand nombre de thèmes, devait réaliser un consensus suffisant pour servir de base pour les élections de 2007 et 2008.

## Déroulement
Le congrès a mis en avant un double mouvement d'unité et de rupture entre la direction du PCF et les orthodoxes[réf. nécessaire], emmenés par les signataires du texte « Fiers d'être communiste ». Les textes de fond, et notamment le programme, ont été adoptés avec une très large majorité (95 % pour le programme et près 85 % pour les autres textes, dont les statuts), regroupant aussi bien buffistes, huistes, refondateurs qu'une partie des novateurs ou des orthodoxes. En revanche, le texte sur la stratégie du PCF qui a cristallisé l'opposition, puisqu'il a été adopté avec 70 % des voix à la suite du rejet d'un amendement de la fédération du Nord demandant que le PCF entre en campagne « dès maintenant » et soutenant une « stratégie d'autonomie » qui passerait par une candidature du PCF, via Marie-George Buffet à l'élection présidentielle de 2007. 
Les orthodoxes ont également présenté une liste d'opposition pour l'élection du Conseil national menée par André Gerin, qui regroupait des signataires des textes « Fiers d'être communiste » et « Remettons le PCF sur les rails de la lutte des classes », mais en excluait Maxime Gremetz et ses partisans de « Colère et espoir » du fait de son comportement pendant le congrès.
Résultats de l'élection au Conseil national :
- Liste « officielle » présentée par Marie-Georges Buffet : 91,27 % des voix (218 élus)
- Liste « alternative » présentée par André Gerin et les « orthodoxes » : 8,72 % des voix (12 élus)[7]

La stratégie de la direction, autour de Marie-George Buffet, se trouve donc largement confortée au sortir de ce congrès.

## Membres de la direction
Le Conseil national désigne les 50 membres du Comité exécutif national (CEN) chargé de l'animation politique du parti :
- Secrétaire nationale : Marie-George Buffet
- Coordinateur national : Jean-Louis Le Moing
- Présidente du Conseil national : Joëlle Greder
- Porte-paroles : Olivier Dartigolles, Éliane Assassi, Stéphane Coloneaux, Patrice Bessac
- Membres du Comité : Lydie Benoist, Bernard Birsinger, Nicole Borvo, Bernard Calabuig, Sophie Celton, Daniel Cirera, Laurence Cohen, Patrice Cohen-Seat, Éric Corbeaux, Marie-Claire Culié, Brigitte Dareau, Françoise Decan, Yves Dimicoli, Brigitte Dionnet, Jacques Fath, Gilles Garnier, Jean-François Gau, Elisabeth Gauthier, Martine Gayraud, Frédérick Genevée, Manuela Gomez, Dominique Grador, Michèle Guzman, Fabienne Haloui, Alain Hayot, Michel Laurent, Danièle Lebail, Isabelle Lorand, Nicolas Marchand, Roger Martelli, Catherine Mills, Maité Navarro, Jean-Charles Nègre, Alain Obadia, Francis Parny, Martine Perez, Fabienne Pourre, Jean-Paul Salon, Richard Sanchez, Richard Sheehan, Marie-Pierre Vieu, Patrice Voir et Malika Zediri.